# 하이디 비블
하이디 비블(독일어: Heidi Biebl, 1941년 2월 17일~2022년 1월 20일)은 독일의 알파인 스키 선수이다. 올림픽에 2회 참가하여 1960년 동계 올림픽에서 여자 활강 부문 금메달을 획득했다.